# Réseau NeuroGenderings
Le réseau NeuroGenderings est un réseau transdisciplinaire d'universitaires « neuro-féministes » qui a pour but d'examiner la production des connaissances sur le genre et de développer des approches pour que les recherches neuro-scientifiques sur le genre soient plus précises,. Les neuro-scientifiques féministes cherchent généralement à élaborer la relation entre le genre et le cerveau au-delà du déterminisme biologique.

## Histoire
Le groupe est composé de personnes sceptiques par rapport au genre (« gender critical »), de féministes et de chercheurs queer et il est formé à la lutte contre le « neuro-sexisme », telle que définie par Cordelia Fine en 2010 dans son livre Delusions of Gender : « biais dépourvus d'esprit critique dans la recherche [neuro-scientifique] et la perception publique, et leurs impacts sociétaux sur un individu, une structure, et à un niveau symbolique. »
De plus, le groupe pratique le « neuro-féminisme » afin d'évaluer de manière critique les hypothèses hétéronormatives de la recherche contemporaine sur le cerveau, et pour examiner l'impact et l'importance culturelle de la recherche sur les vues de la société en matière de genre. Le réseau met davantage l'accent sur la neuroplasticité, plutôt que sur le déterminisme biologique.

### Conférences
En mars 2010, la première conférence qui avait comme thème les études critiques sur le cerveau sexué s'est tenue à Uppsala en Suède,. Les organisatrices Anelis Kaiser et Isabelle Dussauge ont décrit ses objectifs sur une longue période ; le but est « d'élaborer une nouvelle approche conceptuelle de la relation entre le genre et le cerveau, ce qui pourrait aider les théoriciens du genre et les neuroscientifiques à s'orienter vers un champ interdisciplinaire innovant, loin des déterminismes sociaux et biologiques, tout en prenant en compte la matérialité du cerveau. » Le réseau NeuroGenderings a été créé lors de cet événement, avec les premiers résultats publiés dans un numéro spécial de la revue Neuroethics.
Il y a eu depuis deux autres conférences : la première en 2012 à Vienne et la seconde en mai 2014 à Lausanne, en Suisse,,.

## Membres
Les membres actuels du réseau « NeuroGenderings » sont Robyn Bluhm, Tabea Cornel, Isabelle Dussauge, Gillian Einstein, Cordelia Fine, Hannah Fitsch, Giordana Grossi, Christel Gumy, Nur Zeynep Gungor, Daphna Joel, Rebecca Jordan-Young, Anelis Kaiser, Emily Ngubia Kessé, Cynthia Kraus, Victoria Pitts-Taylor, Gina Rippon, Deboleena Roy, Raffaella Rumiati, Sigrid Schmitz et Catherine Vidal.

## Théories

### Biais des expérimentateurs
Simon Baron-Cohen, non affilié au réseau, a effectué un test chez les nouveau-nés d'en moyenne un jour et demi d'âge afin de mesurer leur degré d'intérêt pour un visage humain (objet social) ou un mobile (objet physique-mécanique). Baron-Cohen a conclu que les résultats, basés sur la direction du regard des bébés, « a montré que les bébés de sexe masculin portaient un grand intérêt pour le mobile physique-mécanique, tandis que les nourrissons de sexe féminin porté un intérêt plus fort pour le visage » et la « recherche démontre clairement que les différences sexuelles ont une origine en partie biologique. »
Cordelia Fine, affiliée au réseau, a critiqué l'expérience pour un certain nombre de raisons : ainsi, elle a souligné les attentes de la personne qui a mené l'expérience (Jennifer Connellan, étudiante diplômée), et qui a inconsciemment plus déplacé sa tête et a plus souri face à un bébé de sexe féminin. Dans une critique du livre de Cordelia Fine à propos de l'expérience de Baron-Cohen, il est dit : « nous avons inclus un panel de juges indépendants codant les vidéos seulement de la région de l’œil du visage du bébé, à partir de laquelle il est pratiquement impossible de juger du sexe du bébé. » En réponse, Fine a fait valoir que « de toute évidence, si le comportement de la personne qui mené l'expérience a déjà, par inadvertance, influencé la direction du regard des bébés, l'introduction de juges aveugles du sexe est équivalent à fermer la porte de l'écurie après que le cheval a boulonné », et sa collègue membre du réseau, Gina Rippon, a ajouté : « le risque d'une mauvaise utilisation de notre recherche [celle des scientifiques] devrait nous faire redoubler d'attention sur le comment (et le pourquoi) nous faisons des recherches dans ces champs, et sur la façon dont nous présentons nos conclusions. [...] Qu'on le veuille ou non, la science et la politique s'entrecroisent. »

### Hypothèses biaisées par le genre de l'expérimentateur
Dans une étude IRMf sur les différences entre les sexes dans les réactions de peur, Schienle et al. (qui ne font pas partie du réseau « NeuroGenderings ») avaient initialement une hypothèse selon laquelle les femmes produisent une réponse émotionnelle plus forte que les hommes. En fait, les résultats ont montré le contraire. Les chercheurs ont expliqué le résultat inattendu par le fait « qu'il peut refléter une plus grande attention des hommes aux signes d'agression dans leur environnement. »
Robyn Bluhm, membre du réseau, a critiqué l'hypothèse de départ selon laquelle les femmes ont une plus forte réponse émotionnelle que les hommes, hypothèse qu'elle juge stéréotypée. Elle a également critiqué l'explication proposée par chercheurs concernant le résultat inattendu de l'enquête, et suggéré que les hommes pouvaient être plus sensibles à la peur que les femmes.

### «Mosaïques» des caractéristiques féminines et masculines dans le cerveau
Tracey Shors (professeure en neurosciences comportementales) a trouvé des « différences entre les sexes dans les réponses émotionnelles et cognitives chez des rats » et elle a indiqué que les résultats de ses travaux « permettraient de mieux comprendre et de promouvoir la santé mentale chez les humains », qu'ils favoriseraient « une meilleure appréciation de nos différences [sexuelles] qui ne peut que renforcer notre capacité à considérer notre affection commune ».
Par comparaison, la recherche menée par une membre du réseau, Daphna Joel et al., a trouvé qu'« entre 55 % et 70 % de personnes ont eu une « mosaïque » de caractéristiques du genre, comparé à moins d'un pour cent qui avaient des caractéristiques seulement “masculines” ou “féminines” ».

#### Livres
- (en) Cordelia Fine, Delusions of gender : how our minds, society, and neurosexism create difference, New York, W.W. Norton, 2010, 338 p. (ISBN 978-0-393-06838-2).
- (en) Robyn Bluhm, Heidi Lene Maibom et Anne Jaap Jacobson, Neurofeminism : issues at the intersection of feminist theory and cognitive science, New York, Palgrave Macmillan, 2012, 284 p. (ISBN 978-0-230-29673-2).
- Gendered neurocultures : feminist and queer perspectives on current brain discourses, Vienne, Zaglossus, 2014, 402 p. (ISBN 978-3-902902-12-2).

#### Chapitres de livre
- (en) Anelis Kaiser, Never mind the gap! Gendering science in transgressive encounters, Uppsala  Sweden, Skrifter från Centrum för genusvetenskap. University Printers, 2010, 189-210 p. (ISBN 978-91-978186-3-6).
- (en) Sigrid Schmitz, Sex and gender in biomedicine : theories, methodologies, results, Akron, Ohio, University Of Akron Press, 2014, 57-76 p. (ISBN 978-1-935603-68-9).
- (en) Anelis Kaiser et Isabelle Dussauge, Neurofeminism : issues at the intersection of feminist theory and cognitive science, Hampshire New York, Palgrave Macmillan, 2014, 121-144 p. (ISBN 978-1-349-33392-9).
- (en) Kraus, Cynthia (2016), « What is the feminist critique of neuroscience? A call for dissensus studies », in Neuroscience and critique : exploring the limits of the neurological turn, London New York, Routledge, 100-116 p. (ISBN 978-1-138-88735-0).

### Articles de revues
- (en) Janet Shibley Hyde, « The gender similarities hypothesis », American Psychologist, American Psychological Association via PsycNET, vol. 60, no 6,‎ septembre 2005, p. 581–592 (PMID 16173891, DOI 10.1037/0003-066X.60.6.581, lire en ligne).
- (en) Sigrid Schmitz et Grit Höppner, « Neurofeminism and feminist neurosciences: a critical review of contemporary brain research », Frontiers in Human Neuroscience, Frontiers, vol. 8, no 546,‎ 25 juillet 2014 (PMCID 4111126, DOI 10.3389/fnhum.2014.00546, lire en ligne).
- (en) Deboleena Roy, « Neuroscience and feminist theory: a new directions essay », Signs, Chicago Journals, vol. 41, no 3,‎ printemps 2016, p. 531–552 (DOI 10.1086/684266, lire en ligne).